# Solms-laubachia xerophyta
Solms-laubachia xerophyta är en korsblommig växtart som först beskrevs av William Wright Smith, och fick sitt nu gällande namn av H.F. Comber. Solms-laubachia xerophyta ingår i släktet Solms-laubachia och familjen korsblommiga växter. Inga underarter finns listade i Catalogue of Life.